# Georges Moustaki
Georges Moustaki (Aleksandrija u Egiptu, 3. svibnja 1934. – Nice, 23. svibnja 2013.), u matičnu knjigu rođenih upisan kao Giuseppe Mustacchi, francuski pjevač i tekstopisac. 

## Životopis
Studirao je francuski jezik i stigao u Francusku sa 17 godina gdje se bavio novinarstvom, svirao gitaru, a neko je vrijeme radio i kao konobar. U pisanju šansona prvi ga je ohrabrio Georges Brassens, čijim je pjesmama trajno bio inspiriran, 1955. nastupio je u Bruxellesu, a nedugo potom Henri Crolla upoznao ga je s Édith Piaf.
Moustaki je autor slavne pjesme "Milord", koju je za Édith Piaf napisao kad je s njom bio u emocionalnoj vezi (1957. – 1959.) i kada ga je upravo ona predstavila širokoj publici interpretirajući njegove pjesme ("Milord", "Eden Blues", "Le Métèque"). Od 1960. snimao je i nastavio pisati u različitim stilovima, od jazzističkih ugođaja do sentimentalno obojenih melodioznih pjesama, kombinirajući u njima ritmove i kolorite sa svih četiriju strana svijeta.
Uspješnu samostalnu karijeru započeo je tek 1969. pjesmom "Méteque" (Stranac, "mješanac"). Pojavom je bio nalik robustnom grčkom pastiru, Židovu lutalici, kako su ga zvali, nonšalantnog ponašanja i toploga glasa. Ležeran i komunikativan uspostavljao je prisan kontakt s publikom (Bobino 70), a najbolje šansone stvara oko 1970. ("Il est trop tard", "Le temps de vivre", "Ma solitude", "Ma liberté"). Iako u poodmaklim godinama još uvijek nastupa. Održao je koncerte diljem svijeta, a 11. listopada 2008. godine imao je svoj prvi nastup u Splitu.